# José Corzo Gómez
José Corzo Gómez (1931 - 11 de noviembre de 1996) fue un periodista, presentador y dirigente político argentino.
Su carrera periodística comenzó en el diario, desempeñándose hasta mediados de la década de 1960, posteriormente trabajó en la sala de periodistas de la Casa de Gobierno.
Durante el gobierno militar condujo los programas La Patria es de todos, Los grandes temas nacionales y Usted tiene la palabra. Su popularidad la ganó como columnista en el noticiero Nuevediario donde hizo famosa la frase "Con las manos limpias" cada vez que opinaba. Su último trabajo como periodista fue en el desaparecido El Expreso de Gerardo Sofovich. Con Sofovich había también trabajado en "Polémica en el Bar". Actuó en el filme Las aventuras de Tremendo (1986) dirigida por Enrique Cahen Salaberry.
Como político se desempeñó en el Partido Blanco de los Jubilados. Fue candidato a diputado en el año 1987, no accediendo al cargo por pocos votos. Continuó en el partido hasta que su desempeño en el directorio del PAMI y algunos desacuerdos internos lo hicieron alejarse en 1990.
Su nombre es mencionado en la canción "Jubilados Violentos" del disco "Fabrico Cuero" de la banda "Illya Kuryaki and the Valderramas".